# Maren Eggert
Maren Eggert (Hamburgo, 30 de janeiro de 1974) é uma atriz alemã. Ela é mais conhecida por interpretar o papel de Frieda Jung na série de televisão Tatort. Outra aparição notável dela é o papel de Dora no filme Das Experiment, de 2001, ao lado de Moritz Bleibtreu. Em 2021, ela se tornou a primeira a pessoa a receber o recém-criado prêmio Urso de Prata de Melhor Atuação Principal no 71º Festival de Cinema de Berlim, por seu papel em I'm Your Man.

## Filmografia
- 1997: Die Apothekerin
- 1997: Polizeiruf 110: Feuer!
- 1997: 2 Männer, 2 Frauen – 4 Probleme
- 2000: Die Königin. Marianne Hoppe
- 2001: Das Experiment
- 2002: Donna Leon – Nobiltà (filme para TV)
- 2003: Liebelei (filme para TV)
- 2004: Marseille, Spielfilm von Angela Schanelec
- 2004: Ins Leben zurück (filme para TV)
- 2007: Die Frau am Ende der Straße (filme para TV)
- 2007: Das Gelübde (filme para TV)
- 2008: Was wenn der Tod uns scheidet?
- 2010: Orly
- 2010: Amigo – Bei Ankunft Tod (filme para TV)
- 2011: Das Ende einer Maus ist der Anfang einer Katze (filme para TV)
- 2013: Eltern
- 2015: Nichts passiert
- 2015: Die Klasse – Berlin ’61 (filme para TV)
- 2016: Tatort: Hundstage
- 2017: Die Unsichtbaren – Wir wollen leben
- 2018: Solo für Weiss – Für immer Schweigen
- 2019: Ich war zuhause, aber…
- 2019: Giraffe
- 2019: Ottilie von Faber-Castell – Eine mutige Frau
- 2021: Ich bin dein Mensch